# NGC 624
NGC 624 ist eine Balken-Spiralgalaxie vom Hubble-Typ SBb im Sternbild Walfisch, welche etwa 263 Millionen Lichtjahre von der Milchstraße entfernt ist.
Das Objekt wurde am 28. November 1785 von dem deutsch-britischen Astronomen Friedrich Wilhelm Herschel entdeckt.